# 岐阜県警察
岐阜県警察（ぎふけんけいさつ）は、警察法第36条により岐阜県に置かれた警察組織であり、岐阜県内を管轄区域とし、岐阜県警と略称する。警察法第38条により岐阜県公安委員会の管理を受ける。給与支払者は岐阜県知事。警察庁中部管区警察局管内。本部所在地は岐阜市薮田南2丁目1-1。

## 沿革
- 1948年（昭和23年）：旧警察法施行に伴い、岐阜県警察部が廃止され、国家地方警察岐阜県本部と、岐阜市警察などの自治体警察に分割される。
- 1952年（昭和27年）8月13日：機動隊を設置する。
- 1954年（昭和29年）7月1日：新警察法施行に伴い、岐阜県警察に再編成される。

発足時の組織は9課1隊1校25署
25署：岐阜中署、岐阜南署、岐阜北署、稲葉署、羽島署、高須署、高田署、垂井署、大垣署、揖斐署、北方署、高富署、八幡署、関署、金山署、加茂署、御嵩署、多治見署、中津川署、恵那署、岩村署、萩原署、高山署、古川署、神岡署の25警察署体制になる。
- 1954年（昭和29年）10月29日：高田警察署を養老警察署に改称。
- 1955年（昭和30年）1月15日：高須警察署を海津警察署に改称。
- 1963年（昭和38年）4月1日：稲葉警察署を各務原警察署に改称。
- 1985年（昭和60年）4月1日：御嵩警察署を可児警察署に改称。
- 2003年（平成15年）4月1日：高富警察署を山県警察署に改称。
- 2004年（平成16年）3月1日：八幡警察署を郡上警察署に改称。
- 2005年（平成17年）4月1日：古川警察署と神岡警察署を統合して飛騨警察署を設置。萩原警察署と金山警察署を統合して下呂警察署を設置。
- 2006年（平成18年）1月1日：羽島警察署を岐阜羽島警察署に改称。（柳津町合併に伴う）
- 2006年（平成18年）4月1日：岩村警察署を恵那警察署に統合。
- 2007年（平成19年）4月1日：交番、駐在所を再編。交番数88（93）、駐在所数146（147）になった。
- 2009年（平成21年）4月1日：本部内に捜査第三課、取調べ監督課を新設。
- 2010年（平成22年）4月1日：本部内に通信指令課を新設（地域課内の一セクションであった通信指令室から課へ格上げ）。
- 2013年（平成25年）4月1日：本部内に地域部を新設。
- 2014年（平成26年）4月1日：本部内に国際捜査課を新設。
- 2016年（平成28年）4月1日：本部内に警備総務課を新設。

## 本部組織
- 警務部
  - 警務課
    - 庶務係
    - 人事第一係
    - 人事第二係
    - 給与係
    - 企画第一係
    - 企画第二係

  - 教養課
    - 庶務係
    - 企画係
    - 学校・職場教養係
    - 術科教養係
    - 運転技能指導係

  - 厚生課
    - 庶務係
    - 企画係
    - 厚生係
    - 保健係
    - 共済係

  - 監察課
    - 庶務係
    - 企画・表彰係
    - 分析指導係
    - 訟務・苦情係

  - 留置管理課
    - 庶務係
    - 企画係
    - 指導係
    - 護送係

- 総務室
  - 総務課
    - 庶務係
    - 企画係
    - 秘書係
    - 渉外係
    - 公安委員会事務室
      - 公安委員会係

    - 取調べ監督室
      - 取調べ監督係

  - 広報県民課
    - 庶務係
    - 企画係
    - 広報係
    - 報道係
    - 警察安全相談係
    - 情報公開係
    - 被害者支援係
    - 岐阜県警察音楽隊

  - 会計課
    - 庶務係
    - 企画係
    - 予算係
    - 出納第一係
    - 出納第二係
    - 調達第一係
    - 調達第二係
    - 監査室
      - 監査指導係

  - 装備施設課
    - 庶務係
    - 企画係
    - 管財係
    - 営繕係
    - 庁舎管理係
    - 装備係
    - 車両係
    - 警察車両整備センター
      - 総務係
      - 整備係

  - 情報管理課
    - 庶務係
    - 企画・文書管理係
    - 先端技術導入推進係
    - 情報セキュリティ係
    - システム運用係

- 生活安全部
  - 生活安全総務課
    - 庶務係
    - 企画係
    - 営業係
    - 保安行政係
    - 風俗行政係
    - 許可等事務指導・支援係
    - 地域安全係
    - 犯罪抑止対策係
    - 特殊詐欺・高齢者安全対策係

  - 人身安全対策課
    - 庶務係
    - 企画係
    - 指導（ストーカー・DV）係
    - 特捜第一係
    - 特捜第二係
    - 指導（虐待）係
    - 初動支援係
    - 行方不明事案対策係

  - 少年課
    - 庶務係
    - 企画指導係
    - 少年育成支援係
    - 少年事件指導係
    - 少年特捜係
    - 子供・女性安全対策係

  - 生活環境課
    - 庶務係
    - 企画係
    - 保安・風俗係
    - 生活経済係
    - 環境・保健衛生係

  - サイバー犯罪対策課
    - 庶務係
    - 企画係
    - サイバーセキュリティ戦略係
    - サイバー犯罪対策係
    - 事件指導係
    - 技術支援係
    - 特捜第一係
    - 特捜第二係
    - 特捜第三係
    - 特捜第四係

- 地域部
  - 地域課
    - 庶務係
    - 企画係
    - 山岳係
    - 雑路・事故係
    - 指導第一係
    - 指導第二係

  - 通信指令課
    - 庶務係
    - 企画指導係
    - 通信運用係
    - 電話交換係
    - 指令第一係
    - 指令第二係
    - 指令第三係

  - 機動警察センター
    - 自動車警ら隊
      - 庶務係
      - 企画指導係
      - 機動警ら第一係
      - 機動警ら第二係
      - 機動警ら第三係

    - 鉄道警察隊
      - 岐阜分駐隊
      - 岐阜羽島分駐隊
      - 大垣分駐隊
      - 多治見分駐隊
      - 高山分駐隊

    - 機動捜査隊
      - 庶務係
      - 企画広域捜査係
      - 機動捜査第一係
      - 機動捜査第二係
      - 機動捜査第三係

    - 交通機動隊
      - 庶務係
      - 企画指導係
      - 岐阜第一小隊
      - 岐阜第二小隊
      - 岐阜第三小隊
      - 東濃分駐隊
      - 飛騨分駐隊

- 刑事部
  - 刑事総務課
    - 庶務係
    - 企画係
    - 手配共助係
    - 刑事指導室
      - 指導係
      - 取調べ指導係
      - 教養・公判対応係

  - 分析戦略課
    - 犯罪分析企画係
    - 犯罪分析支援係
    - システム係
    - 照会・犯歴登録係
    - 財務・犯罪収益捜査支援係
    - 治安分析係
    - 犯罪統計係
    - 手口係

  - 捜査第一課
    - 庶務係
    - 企画指導係
    - 検視係
    - 強行犯第一係
    - 強行犯第二・長期未解決事件捜査係
    - 特殊犯第一係
    - 特殊犯第二係
    - 性犯罪・人身安全捜査第一係
    - 性犯罪・人身安全捜査第二係
    - 性犯罪・人身安全捜査第三係

  - 捜査第二課
    - 庶務係
    - 企画指導係
    - 選挙・情報分析係
    - 告訴係
    - 金融・企業犯係
    - 特捜第一係
    - 特捜第二係
    - 特捜第三係

  - 捜査第三課
    - 庶務係
    - 企画係
    - 事件指導係
    - 盗品捜査第一・情報分析係
    - 盗品捜査第二係
    - 盗品捜査第三係
    - 特捜第一係
    - 特捜第二係
    - 特捜第三係

  - 組織犯罪対策課
    - 庶務係
    - 企画指導係
    - 特殊詐欺係
    - 暴力団排除係
    - 指定係
    - 情報指導係
    - システム係
    - 匿名・流動型犯罪グループ実態解明係
    - 匿名・流動型犯罪グループ取締係
    - 暴力団犯罪特捜係
    - 銃器犯罪特捜係
    - 薬物事犯特捜係
    - 特殊詐欺事件特捜係

  - 国際捜査課
    - 庶務係
    - 企画指導係
    - 在留外国人総合対策係
    - 実態解明係
    - 特捜第一係
    - 特捜第二係

  - 鑑識課
    - 庶務係
    - 企画指導係
    - 現場係
    - 機動鑑識係
    - 写真係
    - 足痕跡係
    - 現場指紋係
    - 指紋資料係

  - 科学捜査研究所
    - 庶務係
    - 企画指導係
    - 法医係
    - 化学係
    - 物理係
    - 文書係
    - 心理係

- 交通部
  - 交通企画課
    - 庶務係
    - 企画係
    - 安全係
    - 高齢者交通安全対策係
    - 統計係
    - 分析係

  - 交通指導課
    - 庶務係
    - 企画係
    - 指導取締係
    - 反則指導係
    - 駐車対策係
    - 交通捜査室
      - 捜査支援係
      - 交通鑑識係
      - 交通捜査第一係
      - 交通捜査第二係
      - 交通捜査第三係

  - 交通規制課
    - 庶務係
    - 企画係
    - 規制係
    - 道路協議係
    - 管理係
    - 交通管制センター
      - 信号運用係
      - 施設係

  - 運転免許課
    - 庶務係
    - 企画指導係
    - 免許管理係
    - 岐阜運転者講習センター係
    - 多治見運転者講習センター係
    - 東濃運転者講習センター係
    - 飛騨運転者講習センター係
    - 西濃運転者講習センター係
    - 中濃運転者講習センター係
    - 行政処分係
    - 教育係
    - 運転適性指導係
    - 自動車運転免許試験場
      - 総務係
      - 適性検査・学科試験係
      - 技能試験係
      - 外国免許係
      - 教習所係

  - 高速道路交通警察隊
    - 庶務係
    - 企画指導係
    - 管制係
    - 岐阜分駐隊
    - 各務原分駐隊
    - 高山分駐隊
    - 多治見分駐隊

- 警備部
  - 警備総務課
    - 庶務係
    - 企画係
    - 指導教養係
    - 資料係
    - サイバー攻撃対策係

  - 警備第一課
    - 庶務係
    - 企画係
    - 情報第一係
    - 情報第二係
    - 情報第三係
    - 情報第四係
    - 情報第五係
    - 情報第六係
    - 事件係

  - 警備第二課
    - 庶務係
    - 企画係
    - 実施係
    - 警衛・警護係
    - 災害対策室
      - 災害対策第一係
      - 災害対策第二係

    - 警察航空隊
      - 特務係
      - 航空係
      - 整備係

  - 機動隊
    - 庶務係
    - 企画訓練係
    - 中隊
      - 第一小隊
      - 第二小隊
      - 第三小隊
      - 第四小隊

- 岐阜県警察学校
  - 庶務係
  - 企画係
  - 教務第一係
  - 教務第二係
  - 学生係
  - 術科係

## 本部庁舎
以前は岐阜県庁舎内（2階 - 7階）に入居していたが、手狭であったため、県庁舎の西隣に新庁舎が建設された。2006年3月に完成。11階建、延床面積約2万5千m2。

## データ
- 警察署数 - 22
- 交番数 - 97
- 警察官駐在所数 - 133
- 職員定数 - 3954人

## 警察署
警察署数は22。※警察車両のナンバー地名は美濃地域が「岐阜」、飛騨地域が「飛騨」である。岐阜中・大垣の各署長階級は警視正。
| ※    | 地域 | 警察署名称     | 所在地                 | 管轄区域                                                                     | 前身                             |
| ---- | ---- | -------------- | ---------------------- | ---------------------------------------------------------------------------- | -------------------------------- |
| 岐阜 | 岐阜 | 岐阜中警察署   | 岐阜市美江寺町         | 岐阜市の一部（長良川以南かつ高山線・東海道線以北）                           |                                  |
| 岐阜 | 岐阜 | 岐阜南警察署   | 岐阜市茜部菱野         | 岐阜市の一部（高山線・東海道線以南の旧岐阜市の区域）                         |                                  |
| 岐阜 | 岐阜 | 岐阜北警察署   | 岐阜市上土居           | 岐阜市の一部（長良川以北）                                                   |                                  |
| 岐阜 | 岐阜 | 岐阜羽島警察署 | 岐阜市柳津町梅松       | 岐阜市の一部（旧羽島郡柳津町の区域）、羽島市、羽島郡笠松町・岐南町           | 笠松警察署→羽島警察署            |
| 岐阜 | 岐阜 | 各務原警察署   | 各務原市蘇原中央町     | 各務原市                                                                     | 稲葉警察署                       |
| 岐阜 | 岐阜 | 北方警察署     | 本巣郡北方町北方       | 本巣郡北方町、瑞穂市、本巣市                                                 |                                  |
| 岐阜 | 岐阜 | 山県警察署     | 山県市高富             | 山県市                                                                       | 高富警察署                       |
| 岐阜 | 西濃 | 大垣警察署     | 大垣市江崎町           | 大垣市（旧養老郡上石津町を除く）、安八郡神戸町・輪之内町・安八町             |                                  |
| 岐阜 | 西濃 | 海津警察署     | 海津市海津町福岡       | 海津市                                                                       | 高須警察署                       |
| 岐阜 | 西濃 | 養老警察署     | 養老郡養老町石畑       | 養老郡養老町、大垣市の一部（旧養老郡上石津町の区域）                         | 高田警察署                       |
| 岐阜 | 西濃 | 垂井警察署     | 不破郡垂井町宮代       | 不破郡垂井町・関ケ原町                                                       |                                  |
| 岐阜 | 西濃 | 揖斐警察署     | 揖斐郡揖斐川町上南方   | 揖斐郡揖斐川町・大野町・池田町                                               |                                  |
| 岐阜 | 中濃 | 関警察署       | 関市下有知             | 関市、美濃市                                                                 |                                  |
| 岐阜 | 中濃 | 加茂警察署     | 美濃加茂市古井町下古井 | 美濃加茂市、加茂郡坂祝町・富加町・川辺町・七宗町・八百津町・白川町・東白川村 | 太田警察署 八百津警察署          |
| 岐阜 | 中濃 | 可児警察署     | 可児市中恵土           | 可児市、可児郡御嵩町                                                         | 御嵩警察署                       |
| 岐阜 | 中濃 | 郡上警察署     | 郡上市八幡町中坪       | 郡上市                                                                       | 八幡警察署                       |
| 岐阜 | 東濃 | 多治見警察署   | 多治見市宝町           | 多治見市、土岐市、瑞浪市                                                     |                                  |
| 岐阜 | 東濃 | 中津川警察署   | 中津川市かやの木町     | 中津川市                                                                     |                                  |
| 岐阜 | 東濃 | 恵那警察署     | 恵那市長島町正家       | 恵那市                                                                       |                                  |
| 飛騨 | 飛騨 | 高山警察署     | 高山市大新町           | 高山市、大野郡白川村                                                         |                                  |
| 飛騨 | 飛騨 | 飛騨警察署     | 飛騨市古川町朝開町     | 飛騨市                                                                       | 古川警察署 船津警察署→神岡警察署 |
| 飛騨 | 飛騨 | 下呂警察署     | 下呂市萩原町萩原       | 下呂市                                                                       | 萩原警察署 金山警察署            |

## 交通信号機の特徴
雪の積もることがほとんどない美濃地方では横型の車両用信号機を採用しているが、豪雪地帯である高山・飛騨・郡上の各署管内および垂井署管内の一部（関ヶ原地区）では日本海側仕様の縦型車灯が使われている。
また、レンズ径45cmの通称「バズーカ灯」は金属製LED灯への交換に伴い急速に減少している。さらに岐阜市内の一部にあった路面電車用信号機も名鉄が岐阜市内線を廃止したため撤去された。
メーカーは、京三製作所や信号電材が多い。日本信号も多く使われる。京三製作所のうち樹脂灯器は三協高分子製OEM。
コイト電工は垂井警察署管内、揖斐警察署管内、郡上警察署管内、飛騨地域に多い。中津川警察署管内のうち中津川市山口町も長野県警察から引き継いだ小糸工業→コイト電工が使われる。

## 不祥事
- 2011年（平成23年）2月 警察官による、調書偽造が発覚[要出典]。
- 2013年5月 - 多治見警察署の26歳の巡査長が、5月10日、名古屋市の映画館で、隣に座っていた18歳の女子大学生の太ももを触るなどしたとして、愛知県迷惑行為防止条例違反の疑いで逮捕された。巡査長は当初容疑を否認していたが、その後「若い女性がいたので、つい触りたいという気持ちが起きてしまった」と認めた。巡査長は31日略式起訴され、罰金の略式命令が出されたことから、岐阜県警察本部は31日付けで減給10分の1・6箇月の懲戒処分にした。巡査長は依願退職した[2]。
- 2014年 大垣警察署が風力発電施設建設に反対している住民の個人情報を、中部電力の子会社シーテックに漏洩[3][4][5]。

- 2015年5月 - 各務原警察署の元生活安全課長の警部が、昨年4月から10月にかけて、単身赴任手当を不正受給をしたりパワハラも行っていたとして2015年2月に本部長訓戒処分を受けていたことが新聞社の取材で分かった。この警部は自ら降格を申し出て、現在は巡査部長として勤務している[6]。
- 2016年7月 - 捜査第二課の課長補佐の男性警部（46歳）が、2012年9月～2016年1月に捜査協力者との飲食のために支給されていた捜査費を、岐阜市内のスナックなどで私的な飲食代に充てるなどし、約2万800円を着服。県警は7月15日、男性警部を停職6ヵ月の懲戒処分とした。男性警部は同日付で依願退職[7]。
- 2018年9月 - 9月2日、レジャー施設内のプールで女性の体を触ったとして、加茂警察署の巡査長（37）が大阪府浪速警察署に逮捕された。事件が起こったのは、9月2日午後3時10分ごろ。大阪市浪速区のレジャー施設のプールで、泳いでいた府内の女性（21）の尻を触った疑い。浪速警察署によると、巡査長はわざとほかの客に体をぶつけたり、混雑の中で潜ったりと不振な行為をしており、そうした動きをプール監視員が発見したため警戒していたところ、男が女性の体を触ったため、取り押さえたという。男は警察の調べに対して、「触ったことは間違いない」と容疑を認めているという。[8]
- 2018年12月 - 県内の警察署に勤務する40代の男性巡査部長について、勤務中に知り合った17歳の少女にわいせつな行為をしたとして書類送検した。捜査関係者によると、巡査部長は、17歳の少女が18歳未満と知りながら、複数回にわたって警察車両や少女の自宅などでわいせつな行為をしたという疑い。巡査部長は、事件に関する相談に乗ったことで少女と知り合い、2年ほど前には少女の家族が「『キスをされた』と言っている」と署に相談したが、巡査部長は内部調査に対して否定していた。岐阜県警察は、巡査部長を青少年健全育成条例違反などの疑いで書類送検、巡査部長は依願退職した模様[9]。
- 2019年2月 - 人事異動の内部職員しか扱えない報道向け幹部の写真に不適切な文字が入っていたことが判明・公表される[10][11]。同年4月19日にデータを不正処理した50代男性警部補を戒告の懲戒処分とし、実行した警部補は自主退職している。公表していない職員の写真に対しても同様な加工がされた形跡を確認している[12][13]。
- 2019年12月26日 - 高山警察署地域課長、管区機動隊中隊長、大垣警察署機動警ら課長などを歴任した元岐阜県警の警部の赤座孝明が代表を務める「赤座警部の全国自立就職センター」を名乗る組織によって2015年9月に自宅から強制的に連れ出され、行動の自由を制限されたり、実態のない支援で多額の契約料を支払わされたとして、30代女性とその母親が東京都内の業者に対して契約不履行や慰謝料など計1727万円の損害賠償を求めた訴訟で、東京地方裁判所は運営元の株式会社エリクシルアーツと代表者らに対して約505万円の支払いを命じる判決を言い渡した[14][15]。

- 2020年1月 - 1月5日正午ごろ、中央自動車道にて高速道路交通警察隊の覆面パトカーがガードレールに衝突しおよそ2時間にわたって通行止めを発生させた。岐阜県警は当初パトカーによる事故の事実を隠蔽していた[16]。
- 2020年3月 - 岐阜市の長良川にかかる河渡橋の下で、野宿（ホームレス）生活をしていた男性（当時81歳）が、地元の朝日大学（瑞穂市）の学生2名を含む19歳の少年5人に襲われ死亡した。殺害前の、3月12日、13日、20日、22日、と、襲撃が連日くり返されていたため、男性と生活していた女性が「犯人たちはきっとまた来るから、見張ってほしい」と岐阜県警察に頼んだが「いたちごっこになるから、（女性たちのほうが）ここを出ていけ」と一蹴されたという。殺害事件の前日、岐阜県警のパトカーが1台、巡回にやってきたが、2時間ほど様子をみただけで「用があるから」と帰ってしまった。殺害事件はその翌日に発生している[17]。事件後、男性が亡くなってから、女性には女性刑事が「保護のため」と称して張りつくようになり「護身のために」と、非常通報装置『ココセコム』を渡され、常に首にかけているようにと言われたという。女性は女性刑事に「あのとき、あなた方（岐阜県警）が、私にこれを渡してくれていたなら、（男性は）死なずにすんだのではないですか？ 」と、問いつめたが「まあまあ、そんな責めんといてよ」と傍らにいた男性刑事が笑い、女性刑事はあれこれ理屈をこねて言い訳するだけだったという。また、別の日の襲撃の際には、犯人のうち、上から石を投げてきた男の1人が「俺の父さん（岐阜）県警本部におるでー（おるで＝いるから、愛知・岐阜の方言）」と、威張るように言っていたという。[18]
- 2020年3月 - 岐阜県警の警察官が書類送検され、処分されたにもかかわらず、発表されなかった事案が、2019年度に少なくとも2件発生した。岐阜県警は不祥事に関する取材にも答えない事項が多く、専門家からは「積極的に情報公開をしていくべき」と批判の声が上がっていた。同年度には、警察官が書類送検または逮捕され、停職の懲戒処分となった事案が3件発表された。一方で、書類送検されて訓戒処分となった事案が2件あったが、これらは発表されていない。[19]
- 2020年5月 - 5月19日午前4時35分ころ、岐阜南警察署地域課の男性巡査部長（26歳）が運転し、同課の女性巡査（20歳）が同乗したパトカーが、警備会社からの建物侵入の通報を受け、赤色灯を付けサイレンを鳴らして現場へ向かう途中で大型トラックおよび乗用車と衝突。乗用車に乗っていた女性（44歳）が骨折。乗用車を運転していた女性（40歳）も怪我。岐阜南署は「原因を究明し、適正に対処する」とした[20]。
- 2020年7月 -7月27日、岐阜市の駐停車禁止路側帯2カ所で、交通規制に必要な岐阜県公安委員会の決定がないにもかかわらず、過去5年間に誤って8件を放置駐車違反として取り締まっていたと発表した。それぞれ1万5千円の反則金と違反点数2点を科していたが、対象者に謝罪した上で反則金を返還し、違反点数を抹消した。交通部交通指導課と交通規制課によると5月19日、岐阜北警察署員が岐阜市福光西の市道で、車両の駐車を禁止する駐停車禁止路側帯内に放置駐車していた乗用車を取り締まり、その後の事務処理で、路側帯の一部が公安委の規制対象になっていないことが判明した。県警が県内にある同様の路側帯616カ所について過去5年間分を調べたところ、岐阜市鶴田町の市道を含め計2カ所で8件の誤った取り締まりがあった。
- 2023年10月3日、刑事部組織犯罪対策課、大垣警察署は、自宅で拳銃の実包132発を所持していたとして、銃刀法違反の疑いで、県警の元警部の男性（享年90歳）を被疑者死亡のまま書類送検した。書類送検容疑は、2007年11月7日、法定の除外事由がないのに、大垣市内の自宅で拳銃の実包132発を所持した疑い。県警によると、家族が2022年11月、遺品を整理していたところ、倉庫で段ボール箱に実包が小分けされて置かれているのを見つけ、猟銃の処理業者を介して署へ届け出た。家族らへの聞き取りや鑑定などから、実包は在職当時の警察官が使っていたものと同じ形状だったと特定した。県警は職場から持ち出したとみている。拳銃は見つからなかった。男性は1940年に拝命し、1976年に辞職。16年前に亡くなっていることや、実包の管理に関する在職当時の資料が保存期限を過ぎて残っていないことから、自宅に持ち込んだ経緯は分からなかったという。[21]